# Luca Știrbeț
Luca Știrbeț (n. 7 februarie 1889, Cărpineni, raionul Hîncești, Republica Moldova – d. 15 martie 1942, Çistay, RSFS Rusă, URSS) a fost un agricultor și politician român basarabean, membru marcant, între 1922 și 1938, al Partidului Țărănesc, devenit ulterior Partidul Național Țărănesc, în aceeași perioadă fiind și deputat în Parlamentul României.